# Nóvaia Sila
Nóvaia Sila (en rus: Новая Сила) és un poble del krai de Primórie, a l'Extrem Orient de Rússia, que en el cens del 2010 tenia 515 habitants. Pertany al districte rural de Partizanski.